# 11495 Fukunaga
11495 Fukunaga este un asteroid din centura principală de asteroizi.

## Descriere
11495 Fukunaga este un asteroid din centura principală de asteroizi. A fost descoperit pe 3 decembrie 1988 la Kitami de Kin Endate și Kazuro Watanabe. Asteroidul prezintă o orbită caracterizată de o semiaxă mare de 2,42 ua, o excentricitate de 0,23 și o înclinație de 1,0° în raport cu ecliptica.